# Marco Visconti (film 1909)
Marco Visconti è un cortometraggio del 1909 diretto da Mario Caserini.

## Distribuzione
- Francia: febbraio 1909, come Marco Visconti
- Germania: marzo 1909, come Marco Visconti
- Italia: gennaio 1909[2]
- Regno Unito: febbraio 1909, come Marco Visconti